# ريان جاك
ريان جاك (بالإنجليزية: Ryan Jack) (27 فبراير 1992 بأبردين في المملكة المتحدة - ) هو لاعب كرة قدم بريطاني في مركز الدفاع. شارك مع منتخب اسكتلندا تحت 16 سنة لكرة القدم ومنتخب اسكتلندا تحت 17 سنة لكرة القدم ومنتخب اسكتلندا تحت 19 سنة لكرة القدم ومنتخب اسكتلندا تحت 21 سنة لكرة القدم. أما مع النوادي، فقد لعب مع نادي أبردين.

## وصلات خارجية
- ريان جاك على موقع الاتحاد الأوربي (الإنجليزية)
- ريان جاك على موقع الاتحاد الإسكتلندي (الإنجليزية)
- ريان جاك على موقع اتحاد تركيا (لاعب) (الإنجليزية)
- ريان جاك على موقع قاعدة بيانات كرة القدم.إي يو (الإنجليزية)
- ريان جاك على موقع ناشيونال فوتبول تيمز (الإنجليزية)
- ريان جاك على موقع Soccerbase.com (لاعب) (الإنجليزية)
- ريان جاك على موقع Soccerway.com (الإنجليزية)
- ريان جاك على موقع عالم كرة القدم.نت (الإنجليزية)